# سوسن نصيري
السوسن النصيري (باللاتينية: Iris nusairiensis) هو أحد أنواع السوسن من الفصيلة السوسنية. سمي نسبة إلى جبال النصيرية في الساحل السوري.

## الموئل والانتشار
ينتشر في بلاد الشام.